# Skåne läns södra valkrets

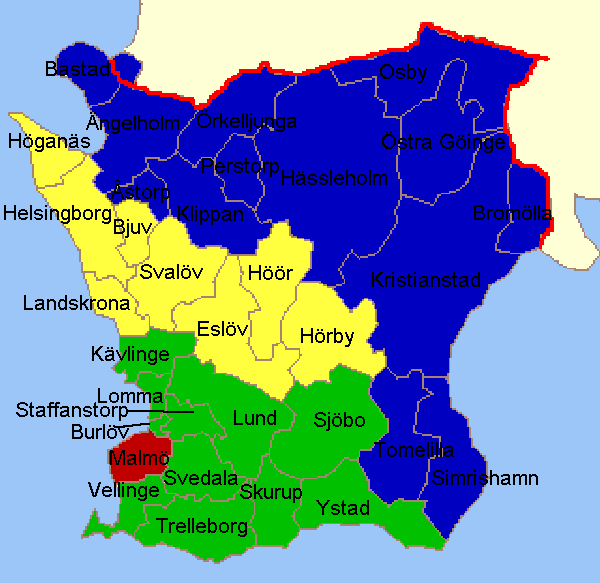
Skåne läns valkretsar vid val till Sveriges riksdag. Skåne läns södra valkrets är markerad i grönt.

Skåne läns södra valkrets (åren 1994-1998 kallad Malmöhus läns södra valkrets), är sedan valet 1994 en valkrets för val till Sveriges riksdag. Den består av Burlövs, Kävlinge, Lomma, Lunds, Sjöbo, Skurups, Staffanstorps, Svedala, Trelleborgs, Vellinge och Ystads kommuner. De övriga valkretsarna i Skåne län är Skåne läns norra och östra valkrets, Skåne läns västra valkrets och Malmö kommuns valkrets.

## Mandatantal
| 1994                | 1998             | 2002             | 2006             | 2010             | 2014             | 2018             |
| ------------------- | ---------------- | ---------------- | ---------------- | ---------------- | ---------------- | ---------------- |
| Malmöhus läns södra | Skåne läns södra | Skåne läns södra | Skåne läns södra | Skåne läns södra | Skåne läns södra | Skåne läns södra |
| 11                  | 11               | 11               | 11               | 12               | 12               | 12               |

## Ledamöter i valkretsen (ej komplett lista)

### 1994/95–1997/98
- Kerstin Warnerbring, c
- Margitta Edgren, fp
- Inga Berggren, m
- Gun Hellsvik, m (statsråd 3–7/10 1994)
- Rune Rydén, m
- Per Stenmarck, m (1994/95–10/10 1995)
  - Annika Jonsell, m (ersättare för Gun Hellsvik 3–7/10 1994, för Per Stenmarck 10/1–9/10 1995, ordinarie ledamot från 10/10 1995)
- Per Gahrton, mp (1994/95–22/10 1995)
  - Bodil Francke Ohlsson, mp (ersättare 10/1–22/10 1995. ordinarie ledamot från 23/10 1995)
  - Eva Thede, mp (ersättare 3/4–6/5 1998)
- Bo Bernhardsson, s (1994/95–31/12 1995)
  - Catherine Persson, s (ledamot från 1/1 1996)
- Per Olof Håkansson, s
- Anita Jönsson, s
- Ronny Olander, s
- Karin Wegestål, s

### 1998/99–2001/02
- Ulf Nilsson, fp[3]
- Caroline Hagström, kd[3]
- Inga Berggren, m[3]
- Gun Hellsvik, m[3]
- Lars Lindblad, m[3]
- Ewa Thalén Finné, m[3]
- Matz Hammarström, mp[3]
- Morgan Johansson, s[3]
- Anita Jönsson, s[3]
- Ronny Olander, s[3]
- Catherine Persson, s[3]
- Karin Wegestål, s[3]
- Karin Svensson Smith, v[3]

### 2002/03–2005/06
- Johan Linander, c[4]
- Ulf Nilsson, fp[4]
- Marie Wahlgren, fp[4]
- Peter Althin, kd[4]
- Carl-Axel Johansson, m[4]
- Lars Lindblad, m[4]
- Anne-Marie Pålsson, m[4]
- Ulf Holm, mp[4]
- Bo Bernhardsson, s[4]
- Morgan Johansson, s[4]
- Anita Jönsson, s[4]
- Ronny Olander, s[4]
- Catherine Persson, s[4]
- Karin Svensson Smith, v[4]

### 2006/07-2009/10
- Johan Linander, c[5]
- Ulf Nilsson, fp[5]
- Peter Althin, kd[5]
- Anders Hansson, m[5]
- Christine Jönsson, m[5]
- Lars Lindblad, m[5]
- Anne-Marie Pålsson, m[5]
- Ewa Thalén Finné, m[5]
- Ulf Holm, mp[5]
- Inger Jarl Beck, s[5]
- Morgan Johansson, s[5]
  - Bo Bernhardsson, s (statsrådsersättare 2–6/10 2006)
- Catherine Persson, s[5]
  - Bo Bernhardsson, s (från 9/4 2007)
- Ronny Olander, s[5]

### 2010/11–2013/14
- Johan Linander, C[6]
- Ulf Nilsson, FP[6]
- Otto von Arnold, KD[6]
- Anders Hansson, M[6]
  - Linda Andersson, M (ersättare för Anders Hansson 10/1–4/3 2011)
- Christine Jönsson, M[6] (4/10 2010–10/1 2011)
- Gunilla Nordgren, M[6]
- Ewa Thalén Finné, M[6]
- Boriana Åberg, M[6]
- Ulf Holm, MP[6]
- Bo Bernhardsson, S[6]
- Morgan Johansson, S[6]
- Kerstin Nilsson, S[6]
- Julia Kronlid, SD[6]

### 2014/15–2017/18
- Kristina Yngwe, C[7]
- Mats Persson, FP/L[7]
  - Camilla Mårtensen, L (ersättare för Mats Persson 2/5–2/7 2017)
    - Camilla Mårtensen, L (ersättare för Mats Persson 6/7–6/8 2017)
- Sofia Damm, KD[7]
- Anders Hansson, M[7]
- Gunilla Nordgren, M[7]
- Ewa Thalén Finné, M[7]
- Boriana Åberg, M[7]
- Karin Svensson Smith, MP[7]
- Morgan Johansson, S[7] (statsråd från 3/10 2014)
  - Marianne Pettersson, S (ersättare för Morgan Johansson från 3/10 2014)
- Rikard Larsson, S[7]
- Kerstin Nilsson, S[7]
- Pavel Gamov, SD[7]
- Patrik Jönsson, SD[7] (29/9–21/12 2014)
  - Fredrik Eriksson, SD (från 22/12 2014)

### 2018/19–2021/22
- Kristina Yngwe, C[8]
  - Stina Larsson, C (ersättare för Kristina Yngwe 7/4–29/11 2020)
- Sofia Damm, KD[8]
- Mats Persson, L[8]
- Anders Hansson, M[8]
- Louise Meijer, M[8]
  - Emma Ahlström Köster, M (ersättare för Louise Meijer 29/12 2020–24/5 2021)
- Boriana Åberg, M[8]
- Emma Berginger, MP[8]
  - Axel Hallberg, MP (ersättare för Emma Berginger 20/9 2021–13/2 2022)
- Morgan Johansson, S[8] (statsråd)
  - Elin Gustafsson, S (ersättare för Morgan Johansson)
- Rikard Larsson, S[8]
- Marianne Pettersson, S[8]
- Lars Andersson, SD[8]
- Clara Aranda, SD[8]
- Jennie Åfeldt, SD[8]
- Hanna Gunnarsson, V[8]

### 2022/23–2025/26
- Stina Larsson, C[9]
- Cecilia Engström, KD[9]
- Mats Persson, L[9]
- Louise Meijer, M[9]
- Christian Sonesson, M[9]
- Boriana Åberg, M[9]
- Emma Berginger, MP[9]
- Marianne Fundahn, S[9]
- Morgan Johansson, S[9]
- Adrian Magnusson, S[9]
- Lars Andersson, SD[9]
- Jessica Stegrud, SD[9]
- Victoria Tiblom, SD[9]
- Hanna Gunnarsson, V[9]